# Deinopsis canadensis
Deinopsis canadensis är en skalbaggsart som beskrevs av Jan Klimaszewski 1979. Deinopsis canadensis ingår i släktet Deinopsis och familjen kortvingar. Inga underarter finns listade i Catalogue of Life.